# 伊藤弥寿彦
伊藤 弥寿彦（いとう やすひこ、1963年 - ）は、自然史映像作家。昆虫研究家。文筆家。神道・神社・社叢研究家。
1963年、東京都生まれ。1981年、学習院高等科卒業。1985年、米国ミネソタ州・セント・クラウド州立大学動物学専攻卒業。1987年、東海大学大学院海洋学研究科博士課程前期中退。
初代内閣総理大臣・伊藤博文、横浜開港に寄与するなどの実業家並びに「易聖」と称された易断家・高島嘉右衛門は曾祖父。

## 作品

### NHKスペシャル
- 『南極大紀行』(2003年)
- 『プラネットアース 生きている地球』(2006年)
- 『プラネットアース 草原 命せめぎあう大地』(2006年)
- 『プラネットアース 極地 氷の世界』(2006年) (アースビジョン 地球環境映画祭 環境映像部門 入賞)[4]
- 『プラネットアース 深海』
- 『明治神宮 不思議の森』(2015年) (平成27年度 第70回 芸術祭 参加作品)[5]

### NHKワイルドライフ
- 『伊勢神宮 光ふる悠久の森に命がめぐる』(2012年)

### NHK放送番組
- 『さわやか自然百景 奄美大島』(1995年)
- 『生きものの形に神を見た〜航空力学者 東 昭の世界〜』(120分 2000年)
- 『空飛ぶイカ 海面を走る貝』(60分 2000年)
- 『密林に幻の黄金クワガタを追う〜マレーシア熱帯雨林〜』(120分 2003年)
- 『世界サンゴ礁紀行〜カリブ海 ベリーズ〜』(2008年)
- 『サイエンスゼロ 25ぶりの上陸調査・南硫黄島』(2007年)
- 『探検！25年ぶりの上陸調査〜小笠原 南硫黄島〜』(60分 2008年)
- 『ダーウィンが来た！ただいま進化中！南硫黄島』(2008年)
- 『伊勢神宮の森』(さわやか自然百景 2015年)
- 『完全版 明治神宮 不思議の森 』(NHK BSプレミアム 89分 2016年)

### その他映像作品
- 花博記念映像『植物の王国 雲南』(1998年)
- DVD『養老先生が行く ラオス昆虫採集記』(『虫の虫』廣済堂出版 2015年)
- 神社本庁『Soul of Japan』(英語版 神道紹介映像DVD)(2014年)
- 神社本庁『Tales of Divine's Age』(英語版 神話紹介映像DVD)(2016年)

## 著書
- 『動く図鑑MOVE 昆虫のふしぎ(１)』(講談社)[6]
- 『動く図鑑MOVE 昆虫のふしぎ(２)』(講談社)
- 『生命の森 明治神宮』(2015年 講談社)[7]